# Croodék családfája
A Croodék családfája (eredeti cím: The Croods: Family Tree) 2021 és 2023 között vetített amerikai televíziós 3D-s számítógépes animációs vígjátéksorozat, amit a DreamWorks Animation alkotott, a 2013-as Croodék című film alapján és a 2020-as Croodék: Egy új kor című film folytatása.
A sorozatot Amerikában 2021. szeptember 23-án a Hulu, míg Magyarországon a Minimax mutatta be 2023. március 1-én.

## Ismertető
Croodéknak és Jobbagyaknak meg kell tanulniuk kijönni egymással a Jobbagy faházban.

## Szereplők
| Szereplő     | Eredeti hang                                         | Magyar hang        | Leírás                                                                                 |
| ------------ | ---------------------------------------------------- | ------------------ | -------------------------------------------------------------------------------------- |
| Grug Crood   | Kiff VandenHeuvel                                    | Sótonyi Gábor      | Ősember, Croodék pátriárkája.                                                          |
| Eep Crood    | Ally Dixon                                           | Bogdányi Titanilla | Barlangi lány, Grug legidősebb lánya és Guy barátnője.                                 |
| Guy          | Darin Brooks                                         | Szatory Dávid      | Modern gondolkodásmóddal rendelkező barlanglakó fiú, aki Croodékkal él, Eep barátja.   |
| Thunk Crood  | A. J. Locascio                                       | Elek Ferenc        | Barlanglakó fiú, Grug és Ugga együgyű fia, Eep és Sandy testvére.                      |
| Ugga Crood   | Amy Landecker                                        | Kiss Virág         | Ősember, Grug felesége, Epp, Thunk és Sandy édesanyja.                                 |
| Nyany        | Artemis Pebdani                                      | Halász Aranka      | Öreg barlanglakó asszony, Ugga anyja, valamint Eep, Thunk és Sandy nagymamája.         |
| Sandy Crood  | Dee Bradley Baker                                    | N/A                | Barlangi lány, Grug és Ugga 5 éves lánya                                               |
| Csimpa       | Dee Bradley Baker                                    | eredeti hang       | Guy lusta háziállata, egy övként funkcionáló lajhár.                                   |
| Derék Öv     | Dee Bradley Baker                                    | eredeti hang       | Dawn háziállata, egy övként funkcionáló lajhár, aki szerelmes lesz Csimpába.           |
| Phil Jobbagy | Matthew Waterson                                     | Király Attila      | A Jobbagy család pátriárkája, akinek közös múltja van Guy szüleivel.                   |
| Hope Jobbagy | Amy Rosoff                                           | Sallai Nóra        | A Jobbagy családban Phil felesége.                                                     |
| Dawn Jobbagy | Kelly Marie Tran (1–5. évad) Abby Trott (5. évadtól) | Laudon Andrea      | Phil és Hope lánya és egyetlen gyermeke, aki összebarátkozik Eeppel, Guy régi barátja. |
| Hwam         | Tru Valentino                                        | Renácz Zoltán      | Nyany ex-barátja.                                                                      |

### Magyar változat
- Magyar szöveg: Markwarth Zsófia
- Hangmérnök: Árvai Zoltán
- Gyártásvezető: Gémesi Krisztina
- Szinkronrendező: Árvai-Kiss Virág
- Produkciós vezető: Horján Maja

A szinkront a Minimax megbízásából a Direct Dub Studios készítette.

## Évados áttekintés
| Évad | Évad | Epizódok | Eredeti sugárzás     | Eredeti sugárzás     | Magyar sugárzás     | Magyar sugárzás     |
| Évad | Évad | Epizódok | Évadpremier          | Évadfinálé           | Évadpremier         | Évadfinálé          |
| ---- | ---- | -------- | -------------------- | -------------------- | ------------------- | ------------------- |
|      | 1    | 6        | 2021. szeptember 23. | 2021. szeptember 23. | 2023. március 1.    | 2023. március 6.    |
|      | 2    | 7        | 2022. április 5.     | 2022. április 5.     | 2023. március 7.    | 2023. március 13.   |
|      | 3    | 6        | 2022. június 2.      | 2022. június 2.      | 2023. március 14.   | 2023. március 19.   |
|      | 4    | 7        | 2022. augusztus 31.  | 2022. augusztus 31.  | 2023. március 20.   | 2023. március 26.   |
|      | 5    | 6        | 2022. november 25.   | 2022. november 25.   | 2024. július 30.    | 2024. augusztus 4.  |
|      | 6    | 7        | 2023. március 30.    | 2023. március 30.    | 2024. augusztus 5.  | 2024. augusztus 11. |
|      | 7    | 6        | 2023. július 27.     | 2023. július 27.     | 2024. augusztus 12. | 2024. augusztus 17. |
|      | 8    | 7        | 2023. november 9.    | 2023. november 9.    | 2024. augusztus 18. | 2024. augusztus 24. |

## Epizódok

### 1. évad
| #  | #  | Eredeti cím                   | Magyar cím | Rendezte         | Írta                 | Eredeti premier      | Magyar premier   |
| -- | -- | ----------------------------- | ---------- | ---------------- | -------------------- | -------------------- | ---------------- |
| 1. | 1. | Sticky Business               |            | Stephanie Arnett | Mark Banker          | 2021. szeptember 23. | 2023. március 1. |
| 2. | 2. | Guy Time                      |            | Stephanie Arnett | Stephanie Streisand  | 2021. szeptember 23. | 2023. március 2. |
| 3. | 3. | Game Nightmare                |            | Steve Trenbirth  | Rich Dahm            | 2021. szeptember 23. | 2023. március 3. |
| 4. | 4. | What Goes Eep Must Come Dawn  |            | Kevin Peaty      | Lucas Mills          | 2021. szeptember 23. | 2023. március 4. |
| 5. | 5. | Parental Stridence            |            | Scooter Tidwell  | Matt Smith           | 2021. szeptember 23. | 2023. március 5. |
| 6. | 6. | The Flopping of the Bullruses |            | Steve Trenbirth  | Amanda Brooke Perrin | 2021. szeptember 23. | 2023. március 6. |

### 2. évad
| #   | #  | Eredeti cím             | Magyar cím | Rendezte        | Írta                 | Eredeti premier  | Magyar premier    |
| --- | -- | ----------------------- | ---------- | --------------- | -------------------- | ---------------- | ----------------- |
| 7.  | 1. | Remote Control          |            | Kevin Peaty     | Mark Banker          | 2022. április 5. | 2023. március 7.  |
| 8.  | 2. | Daddy Daughter Day      |            | Scooter Tidwell | Rich Dahm            | 2022. április 5. | 2023. március 8.  |
| 9.  | 3. | There's No Phil in Team |            | Steve Trenbirth | Lucas Mills          | 2022. április 5. | 2023. március 9.  |
| 10. | 4. | Thunder Games           |            | Kevin Peaty     | Amanda Brooke Perrin | 2022. április 5. | 2023. március 10. |
| 11. | 5. | Shock and Awww          |            | Scooter Tidwell | Rich Dahm            | 2022. április 5. | 2023. március 11. |
| 12. | 6. | Straycation             |            | Steve Trenbirth | Matt Smith           | 2022. április 5. | 2023. március 12. |
| 13. | 7. | Straycation             |            | Kevin Peaty     | Lucas Mills          | 2022. április 5. | 2023. március 13. |

### 3. évad
| #   | #  | Eredeti cím           | Magyar cím | Rendezte        | Írta                 | Eredeti premier | Magyar premier    |
| --- | -- | --------------------- | ---------- | --------------- | -------------------- | --------------- | ----------------- |
| 14. | 1. | The Thunder Misters   |            | Scooter Tidwell | Amanda Brooke Perrin | 2022. június 2. | 2023. március 14. |
| 15. | 2. | Eep Walking           |            | Steve Trenbirth | Mark Banker          | 2022. június 2. | 2023. március 15. |
| 16. | 3. | The Gorgwatch Project |            | Kevin Peaty     | Rich Dahm            | 2022. június 2. | 2023. március 16. |
| 17. | 4. | Skate or Dawn         |            | Scooter Tidwell | Lucas Mills          | 2022. június 2. | 2023. március 17. |
| 18. | 5. | Phil's Fun Farm       |            | Steve Trenbirth | Mark Banker          | 2022. június 2. | 2023. március 18. |
| 19. | 6. | Joy Story             |            | Kevin Peaty     | Matt Smith           | 2022. június 2. | 2023. március 19. |

### 4. évad
| #   | #  | Eredeti cím         | Magyar cím | Rendezte        | Írta                 | Eredeti premier     | Magyar premier    |
| --- | -- | ------------------- | ---------- | --------------- | -------------------- | ------------------- | ----------------- |
| 20. | 1. | The Big Shine       |            | Scooter Tidwell | Rich Dahm            | 2022. augusztus 31. | 2023. március 20. |
| 21. | 2. | Ball in Cup         |            | Steve Trenbirth | Lucas Mills          | 2022. augusztus 31. | 2023. március 21. |
| 22. | 3. | Growing Paints      |            | Kevin Peaty     | Amanda Brooke Perrin | 2022. augusztus 31. | 2023. március 22. |
| 23. | 4. | Cave New World      |            | Scooter Tidwell | Rich Dahm            | 2022. augusztus 31. | 2023. március 23. |
| 24. | 5. | Thunk Tank          |            | Steve Trenbirth | Lucas Mills          | 2022. augusztus 31. | 2023. március 24. |
| 25. | 6. | Home Punch Home     |            | Kevin Peaty     | Matt Smith           | 2022. augusztus 31. | 2023. március 25. |
| 26. | 7. | Goodbye Crood World |            | Scooter Tidwell | Mark Banker          | 2022. augusztus 31. | 2023. március 26. |

### 5. évad
| #   | #  | Eredeti cím            | Magyar cím | Rendezte        | Írta                 | Eredeti premier    | Magyar premier     |
| --- | -- | ---------------------- | ---------- | --------------- | -------------------- | ------------------ | ------------------ |
| 27. | 1. | Hwam I Am              |            | Steve Trenbirth | Amanda Brooke Perrin | 2022. november 25. | 2024. július 30.   |
| 28. | 2. | Eep Cover              |            | Kevin Peaty     | Lucas Mills          | 2022. november 25. | 2024. július 31.   |
| 29. | 3. | I.O. Crood             |            | Scooter Tidwell | Rich Dahm            | 2022. november 25. | 2024. augusztus 1. |
| 30. | 4. | Appetite for Deception |            | Steve Trenbirth | Matt Smith           | 2022. november 25. | 2024. augusztus 2. |
| 31. | 5. | Shellraiser            |            | Kevin Peaty     | Amanda Brooke Perrin | 2022. november 25. | 2024. augusztus 3. |
| 32. | 6. | Camp Thunder           |            | Scooter Tidwell | Mark Banker          | 2022. november 25. | 2024. augusztus 4. |

### 6. évad
| #   | #  | Eredeti cím            | Magyar cím | Rendezte        | Írta                 | Eredeti premier   | Magyar premier      |
| --- | -- | ---------------------- | ---------- | --------------- | -------------------- | ----------------- | ------------------- |
| 33. | 1. | Phil Pickle            |            | Steve Trenbirrh | Lucas Mills          | 2023. március 30. | 2024. augusztus 5.  |
| 34. | 2. | Best Friend in Show    |            | Kevin Peaty     | Rich Dahm            | 2023. március 30. | 2024. augusztus 6.  |
| 35. | 3. | Game of Crows          |            | Scooter Tidwell | Matt Smith           | 2023. március 30. | 2024. augusztus 7.  |
| 36. | 4. | Pie Hard               |            | Steve Trenbirrh | Mark Banker          | 2023. március 30. | 2024. augusztus 8.  |
| 37. | 5. | Snack of Dawn          |            | Kevin Peaty     | Amanda Brooke Perrin | 2023. március 30. | 2024. augusztus 9.  |
| 38. | 6. | Fam Farm Fun Fest      |            | Scooter Tidwell | Lucas Mills          | 2023. március 30. | 2024. augusztus 10. |
| 39. | 7. | It's an Under-ful Life |            | Steve Trenbirrh | Rich Dahm            | 2023. március 30. | 2024. augusztus 11. |

### 7. évad
| #   | #  | Eredeti cím          | Magyar cím | Rendezte        | Írta                 | Eredeti premier  | Magyar premier      |
| --- | -- | -------------------- | ---------- | --------------- | -------------------- | ---------------- | ------------------- |
| 40. | 1. | Alphabout            |            | Scooter Tidwell | Mark Banker          | 2023. július 27. | 2024. augusztus 12. |
| 41. | 2. | Bad Luck Moon Rising |            | Kevin Peaty     | Matt Smith           | 2023. július 27. | 2024. augusztus 13. |
| 42. | 3. | Beardfoot            |            | Steve Trenbirth | Jesse Lucks          | 2023. július 27. | 2024. augusztus 14. |
| 43. | 4. | Stuck ToGuyther      |            | Kevin Peaty     | Rich Dahm            | 2023. július 27. | 2024. augusztus 15. |
| 44. | 5. | Hidelander           |            | Scooter Tidwell | Lucas Mills          | 2023. július 27. | 2024. augusztus 16. |
| 45. | 6. | What Liars Beneath   |            | Steve Trenbirth | Amanda Brooke Perrin | 2023. július 27. | 2024. augusztus 17. |

### 8. évad
| #   | #  | Eredeti cím        | Magyar cím | Rendezte        | Írta                 | Eredeti premier   | Magyar premier      |
| --- | -- | ------------------ | ---------- | --------------- | -------------------- | ----------------- | ------------------- |
| 46. | 1. | Dared Straight     |            | Kevin Peaty     | Matt Smith           | 2023. november 9. | 2024. augusztus 18. |
| 47. | 2. | Thunkless          |            | Scooter Tidwell | Rich Dahm            | 2023. november 9. | 2024. augusztus 19. |
| 48. | 3. | Friday Nut Lights  |            | Steve Trenbirth | Mark Banker          | 2023. november 9. | 2024. augusztus 20. |
| 49. | 4. | The Cantaplum Run  |            | Adam Smith      | Lucas Mills          | 2023. november 9. | 2024. augusztus 21. |
| 50. | 5. | Flush to Judgement |            | Scooter Tidwell | Amanda Brooke Perrin | 2023. november 9. | 2024. augusztus 22. |
| 51. | 6. | Caveheart          |            | Steve Trenbirth | Matt Smith           | 2023. november 9. | 2024. augusztus 23. |
| 52. | 7. | Caveheart          | Adam Smith | Mark Banker     | 2024. augusztus 24.  | 2023. november 9. |                     |